# Campeonato Sul-Americano de Corta-Mato de 2012
O 27º Campeonato Sul-Americano de Corta-Mato de 2012 foi realizado em Lima, no Peru, no dia 4 de março de 2012. Participaram da competição 85 atletas de nove nacionalidades distribuídos em seis provas. Na categoria sênior masculino Gilberto Silvestre Lopes do Brasil levou o ouro, e na categoria sênior feminino Tatiele Roberta de Carvalho do Brasil levou o ouro. 

## Medalhistas
Esses foram os campeões da competição. 
| Evento                   | Ouro                                    | Ouro    | Prata                              | Prata   | Bronze                              | Bronze  |
| ------------------------ | --------------------------------------- | ------- | ---------------------------------- | ------- | ----------------------------------- | ------- |
| Individual               |                                         |         |                                    |         |                                     |         |
| Masculino sênior (12 km) | Gilberto Silvestre Lopes · Brasil       | 38:05.4 | Sergio Celestino da Silva · Brasil | 38:27.0 | Raúl Machacuay · Peru               | 38:54.4 |
| Masculino junior (8 km)  | Thiarles Cacanha dos Santos · Brasil    | 26:21.3 | Yerson Orellana · Peru             | 26:31.5 | Ioran Fernandes Etchechury · Brasil | 26:34.6 |
| Masculino juvenil (4 km) | Victor Vinícius Alves da Silva · Brasil | 12:40.1 | Thiago do Rosário André · Brasil   | 12:42.3 | Weverton Fidélis · Brasil           | 12:49.2 |
| Feminino sênior (8 km)   | Tatiele Roberta de Carvalho · Brasil    | 28:58.4 | Angie Orjuela Soche · Colômbia     | 29:30.4 | Nubia Arteaga · Venezuela           | 29:34.0 |
| Feminino junior (6 km)   | Luz Mery Rojas · Peru                   | 22:54.7 | Belén Casetta · Argentina          | 23:14.9 | Evelyn Escobar · Peru               | 23:28.9 |
| Feminino juvenil (3 km)  | Lucy Basilio · Peru                     | 10:59.0 | Angie Legarda Bejarano · Colômbia  | 11:04.6 | Zulema Arenas · Peru                | 11:05.9 |
| Equipe                   |                                         |         |                                    |         |                                     |         |
| Masculino sênior         | Brasil                                  | 8       | Equador                            | 21      | Peru                                | 25      |
| Masculino júnior         | Brasil                                  | 9       | Peru                               | 25      | Argentina                           | 39      |
| Masculino juvenil        | Brasil                                  | 3       | Colômbia                           | 11      | Equador                             | 14      |
| Feminino sênior          | Brasil                                  | 12      | Peru                               | 21      |                                     |         |
| Feminino júnior          | Peru                                    | 8       | Argentina                          | 26      | Brasil                              | 27      |
| Feminino juvenil         | Peru                                    | 4       | Brasil                             | 12      |                                     |         |

## Resultados da corrida

### Masculino sênior (12 km)
Individual
| Posição           | Atleta                    | Nacionalidade | Tempo   |
| ----------------- | ------------------------- | ------------- | ------- |
| Medalha de ouro   | Gilberto Silvestre Lopes  | Brasil        | 38:05.4 |
| Medalha de prata  | Sergio Celestino da Silva | Brasil        | 38:27.0 |
| Medalha de bronze | Raúl Machacuay            | Peru          | 38:54.4 |
| 4                 | Paulo Buenaño             | Equador       | 39:01.3 |
| 5                 | Leandro Prates Oliveira   | Brasil        | 39:06.5 |
| 6                 | Rafael Santos Novais      | Brasil        | 39:31.3 |
| 7                 | Altobeli Santos da Silva  | Brasil        | 39:39.4 |
| 8                 | Miguel Almachi            | Equador       | 39:45.1 |
| 9                 | César Pilaluisa           | Equador       | 39:57.7 |
| 10                | José Luis Rojas           | Peru          | 40:15.1 |
| 11                | Gerardo Villacres         | Equador       | 40:30.0 |
| 12                | Jean Pierre Castro        | Peru          | 41:00.8 |
| 13                | Juan Hilario              | Peru          | 41:37.3 |
| —                 | Alexis Peña               | Venezuela     | DNF     |
| —                 | Miguel Amador             | Colômbia      | DNF     |
| —                 | Abel Villanueva           | Peru          | DNS     |

Equipe
| Gilberto Silvestre Lopes   | 1   |
| Sergio Celestino da Silva  | 2   |
| Leandro Prates Oliveira    | 5   |
| (Rafael Santos Novais)     | (6) |
| (Altobeli Santos da Silva) | (7) |

| Paulo Buenaño       | 4    |
| Miguel Almachi      | 8    |
| César Pilaluisa     | 9    |
| (Gerardo Villacres) | (11) |

| Raúl Machacuay     | 3    |
| José Luis Rojas    | 10   |
| Jean Pierre Castro | 12   |
| (Juan Hilario)     | (13) |

* Nota: Os atletas entre parênteses não pontuaram para o resultado da equipe.

### Masculino júnior (8 km)
Individual
| Posição           | Atleta                      | Nacionalidade | Tempo   |
| ----------------- | --------------------------- | ------------- | ------- |
| Medalha de ouro   | Thiarles Cacanha dos Santos | Brasil        | 26:21.3 |
| Medalha de prata  | Yerson Orellana             | Peru          | 26:31.5 |
| Medalha de bronze | Ioran Fernandes Etchechury  | Brasil        | 26:34.6 |
| 4                 | Mauricio Matute             | Equador       | 26:47.3 |
| 5                 | Alex Render de Almeida      | Brasil        | 27:05.4 |
| 6                 | Iván Choque                 | Bolívia       | 27:21.4 |
| 7                 | Marcelo Fabricius           | Argentina     | 27:24.0 |
| 8                 | Cristian Pacheco            | Peru          | 27:25.5 |
| 9                 | Jorge Camargo               | Venezuela     | 27:39.5 |
| 10                | Vladimir Uzuay              | Equador       | 27:41.4 |
| 11                | Daniel Alcântara            | Brasil        | 27:54.5 |
| 12                | José Andrés Plata           | Colômbia      | 28:07.7 |
| 13                | Alexander Riaño             | Colômbia      | 28:21.2 |
| 14                | Kevin Aguirre               | Argentina     | 29:04.2 |
| 15                | Mauricio Díaz               | Peru          | 29:43.6 |
| 16                | William Díaz                | Venezuela     | 30:15.5 |
| 17                | Juan Limachi                | Peru          | 30:38.0 |
| 18                | Miguel Altamirano           | Argentina     | 30:59.2 |
| —                 | Justino Giraldo             | Peru          | DNF     |
| —                 | Sebastián Cano              | Argentina     | DNF     |

Equipe
| Thiarles Cacanha dos Santos | 1    |
| Ioran Fernandes Etchechury  | 3    |
| Alex Render de Almeida      | 5    |
| (Daniel Alcântara)          | (11) |

| Yerson Orellana   | 2     |
| Cristian Pacheco  | 8     |
| Mauricio Díaz     | 15    |
| (Juan Limachi)    | (17)  |
| (Justino Giraldo) | (DNF) |

| Marcelo Fabricius | 7     |
| Kevin Aguirre     | 14    |
| Miguel Altamirano | 18    |
| (Sebastián Cano)  | (DNF) |

* Nota: Os atletas entre parênteses não pontuaram para o resultado da equipe.

### Masculino juvenil (4 km)
Individual
| Posição           | Atleta                         | Nacionalidade | Tempo   |
| ----------------- | ------------------------------ | ------------- | ------- |
| Medalha de ouro   | Victor Vinícius Alves da Silva | Brasil        | 12:40.1 |
| Medalha de prata  | Thiago do Rosário André        | Brasil        | 12:42.3 |
| Medalha de bronze | Weverton Fidélis               | Brasil        | 12:49.2 |
| 4                 | Camilo Aguillón                | Colômbia      | 12:52.2 |
| 5                 | Jhordan Ccope                  | Peru          | 12:54.0 |
| 6                 | Jonathán Mogrovejo             | Equador       | 13:03.0 |
| 7                 | Ramiro Sanabria                | Colômbia      | 13:07.3 |
| 8                 | Pedro Mogrovejo                | Equador       | 13:18.6 |
| 9                 | Jhon Vargas                    | Peru          | 13:24.5 |
| 10                | Pablo Quispe                   | Equador       | 13:25.4 |
| 11                | Yonathan Ñuñonca               | Peru          | 13:34.5 |
| 12                | Kevin Gadea                    | Uruguai       | 14:05.6 |

Equipe
| Victor Vinícius Alves da Silva | 1   |
| Thiago do Rosário André        | 2   |
| (Weverton Fidélis)             | (3) |

| Camilo Aguillón | 4 |
| Ramiro Sanabria | 7 |

| Jonathán Mogrovejo | 6    |
| Pedro Mogrovejo    | 8    |
| (Pablo Quispe)     | (10) |

| Jhordan Ccope      | 5    |
| Jhon Vargas        | 9    |
| (Yonathan Ñuñonca) | (11) |

* Nota: Os atletas entre parênteses não pontuaram para o resultado da equipe.

### Feminino sênior (8 km)
Individual
| Posição           | Atleta                      | Nacionalidade | Tempo   |
| ----------------- | --------------------------- | ------------- | ------- |
| Medalha de ouro   | Tatiele Roberta de Carvalho | Brasil        | 28:58.4 |
| Medalha de prata  | Angie Orjuela Soche         | Colômbia      | 29:30.4 |
| Medalha de bronze | Nubia Arteaga               | Venezuela     | 29:34.0 |
| 4                 | Hortencia Arzapalo          | Peru          | 29:34.5 |
| 5                 | Tatiana de Souza Araújo     | Brasil        | 29:42.4 |
| 6                 | Sirlene Souza de Pinho      | Brasil        | 29:42.9 |
| 7                 | Valdilene dos Santos Silva  | Brasil        | 29:44.8 |
| 8                 | Karina Villazana            | Peru          | 30:00.3 |
| 9                 | Rocío Cantará               | Peru          | 30:05.1 |
| 10                | Cynthia Ruiz                | Peru          | 30:39.3 |
| 11                | Andrea Ferris               | Panamá        | 30:52.3 |
| 12                | Yoni Ninahuamán             | Peru          | 31:52.3 |
| 13                | Mileidys Jaimes             | Venezuela     | 32:04.6 |
| —                 | Egris Arias                 | Venezuela     | DNF     |

Equipe
| Tatiele Roberta de Carvalho  | 1   |
| Tatiana de Souza Araújo      | 5   |
| Sirlene Souza de Pinho       | 6   |
| (Valdilene dos Santos Silva) | (7) |

| Hortencia Arzapalo | 4    |
| Karina Villazana   | 8    |
| Rocío Cantará      | 9    |
| (Cynthia Ruiz)     | (10) |
| (Yoni Ninahuamán)  | (12) |

| (Nubia Arteaga)   | (3)   |
| (Mileidys Jaimes) | (13)  |
| (Egris Arias)     | (DNF) |

* Nota: Os atletas entre parênteses não pontuaram para o resultado da equipe.

### Feminino júnior (6 km)
Individual
| Posição           | Atleta                            | Nacionalidade | Tempo   |
| ----------------- | --------------------------------- | ------------- | ------- |
| Medalha de ouro   | Luz Mery Rojas                    | Peru          | 22:54.7 |
| Medalha de prata  | Belén Casetta                     | Argentina     | 23:14.9 |
| Medalha de bronze | Evelyn Escobar                    | Peru          | 23:28.9 |
| 4                 | Angelly Gonzáles                  | Peru          | 23:55.4 |
| 5                 | Sunilda Lozano                    | Peru          | 24:09.3 |
| 6                 | Nelly Puma                        | Peru          | 24:13.7 |
| 7                 | Lizeth Choque                     | Bolívia       | 24:17.4 |
| 8                 | Jacira Coutinho de Freitas Santos | Brasil        | 24:30.0 |
| 9                 | Ana Oliveira Pacheco              | Brasil        | 24:43.6 |
| 10                | Flávia Maria de Lima              | Brasil        | 25:17.5 |
| 11                | Tamara Arias                      | Argentina     | 25:52.7 |
| 12                | Paola Ríos                        | Equador       | 26:17.7 |
| 13                | Estrella Isabel Maldonado         | Argentina     | 26:22.4 |
| 14                | Sofía Luna                        | Argentina     | 27:55.4 |
| —                 | Jéssica Ladeira Soares            | Brasil        | DNF     |
| —                 | Wilyeska Suárez                   | Venezuela     | DNF     |

Equipe
| Luz Mery Rojas   | 1   |
| Evelyn Escobar   | 3   |
| Angelly Gonzáles | 4   |
| (Sunilda Lozano) | (5) |
| (Nelly Puma)     | (6) |

| Belén Casetta             | 2    |
| Tamara Arias              | 11   |
| Estrella Isabel Maldonado | 13   |
| (Sofía Luna)              | (14) |

| Jacira Coutinho de Freitas Santos | 8     |
| Ana Oliveira Pacheco              | 9     |
| Flávia Maria de Lima              | 10    |
| (Jéssica Ladeira Soares)          | (DNF) |

* Nota: Os atletas entre parênteses não pontuaram para o resultado da equipe.

### Feminino juvenil (3 km)
Individual
| Posição           | Atleta                      | Nacionalidade | Tempo   |
| ----------------- | --------------------------- | ------------- | ------- |
| Medalha de ouro   | Lucy Basilio                | Peru          | 10:59.0 |
| Medalha de prata  | Angie Legarda Bejarano      | Colômbia      | 11:04.6 |
| Medalha de bronze | Zulema Arenas               | Peru          | 11:05.9 |
| 4                 | Aldana Sabatel              | Uruguai       | 11:16.5 |
| 5                 | Nathália de Assis Ramalho   | Brasil        | 11:32.7 |
| 6                 | Hetaira Palacios            | Peru          | 11:34.0 |
| 7                 | Alessandra Cordeiro da Rosa | Brasil        | 11:34.3 |
| 8                 | Karina Pereira Gualberto    | Brasil        | 11:45.4 |

Equipe
| Lucy Basilio       | 1   |
| Zulema Arenas      | 3   |
| (Hetaira Palacios) | (6) |

| Nathália de Assis Ramalho   | 5   |
| Alessandra Cordeiro da Rosa | 7   |
| (Karina Pereira Gualberto)  | (8) |

* Nota: Os atletas entre parênteses não pontuaram para o resultado da equipe.

## Quadro de medalhas (não oficial)
| Ordem | País      | Medalha de ouro | Medalha de prata | Medalha de bronze | Total |
| ----- | --------- | --------------- | ---------------- | ----------------- | ----- |
| 1     | Brasil    | 8               | 3                | 3                 | 14    |
| 2     | Peru      | 4               | 3                | 4                 | 11    |
| 3     | Colômbia  | 0               | 3                | 0                 | 3     |
| 4     | Argentina | 0               | 2                | 1                 | 3     |
| 5     | Equador   | 0               | 1                | 1                 | 2     |
| 6     | Venezuela | 0               | 0                | 1                 | 1     |
|       | TOTAL     | 12              | 12               | 10                | 34    |

* Nota: O total de medalhas incluem  as competições individuais e de equipe, com medalhas na competição por equipe contando como uma medalha.

## Participação
De acordo com uma contagem não oficial, participaram 85 atletas de 9 nacionalidades.
| - Argentina (8) - Bolívia (2) - Brasil (23) | - Colômbia (7) - Equador (10) - Panamá (1) | - Peru (25) - Uruguai (2) - Venezuela (7) |